# Šar kiššatim
Šar kiššatim, gewöhnlich mit König des Universums übersetzt, war ein rhetorisches Attribut (Epitheton), das sich altorientalische Herrscher gaben. Es drückte neben anderen ähnlich gelagerten Titeln den Anspruch einer Weltherrschaft aus. Erstmals gebraucht wurde der Titel von Sargon von Akkad und danach im 2. und 1. Jahrtausend v. Chr., wo er von babylonischen, assyrischen und persischen Königen geführt wurde.
Als etymologischer Ursprung des Titels gilt die Stadt Kiš, die aufgrund ihrer günstigen strategischen Lage bereits zur Zeit der Sumerer eine herausragende Position einnahm. Relativ weit im Norden gelegen hatte sie die Kontrollgewalt über die lebensnotwendigen Gewässer. Dementsprechend kam auch ihrem König eine besondere Position zu. So ist etwa inschriftlich bezeugt, dass Mesilim von Kisch im Lagaš-Umma-Krieg eine Vermittlungsposition einnahm.